# Dors, mon amour
Dors, mon amour – utwór francuskiego wokalisty André Claveau, nagrany i wydany w 1958 roku, napisany przez Huberta Girauda i Pierre’a Delanoë’a, umieszczony na albumie kompilacyjnym artysty pt. André Claveau. Singiel reprezentował Francję podczas 3. Konkursu Piosenki Eurowizji w tym samym roku.
Podczas konkursu, który odbył się 12 marca 1958 roku, utwór został wykonany jako trzeci w kolejności i ostatecznie wygrał finał, zdobywając 27 punktów od komisji jurorskiej. Dyrygentem orkiestry podczas występu był Franck Pourcel.